# Глава космических операций США
Глава космических операций англ. Chief of Space Operations (CSO) – пост, созданный согласно параграфу 9082 статьи 10 кодекса СШA и занимаемый генералом Космических сил США. Человек занимающий эту должность также является главным военным советником министра ВВС США по операциям в космосе и входит в Объединённый комитет начальников штабов (в отдельном качестве). Также начальник штаба космических операций является военным советником в Совете национальной обороны США, министра обороны США и президента США. Обычно это пост занимает высший по званию офицер космических сил находящийся на активной службе (если председатель или вице-председатель Объединённого комитета начальников штабов сами не являются офицерами космических сил).

## Должность
Глава космических операций – административный пост, находящийся в Пентагоне. Глава не осуществляет оперативного командования космическими силами, но осуществляет надзор за подразделениями и организациями космических сил в качестве уполномоченного министра ВВС.
Пост главы космических операций был создан вместе с космическими силами США. 20 декабря 2019 года президент США подписал Закон о государственной обороне. В тот же день было объявлено что первым главой космических операций станет генерал Джон У. Реймонд, глава космического командования США и космического командования ВВС. 14 января 2020 года Реймонд принёс присягу при вступлении на пост главы космических операций вице-президенту США Майку Пенсу.
Глава космических операций председательствует над управлением главы космических операций под руководством, властью и контролем министра ВВС. Глава космических операций действует как исполнитель министра при выполнении планов и осуществляет надзор за организациями и членами космических сил как это определяет министр. Глава космических операций также может выполнять другие обязанности, как то определяет президент, министр обороны или министр ВВС.
Глава космических операций стал узаконенным членом Объединённого комитета начальников штабов 20 декабря 2020 года. При выполнении своих обязанностей в Объединённом комитете начальников штабов (ОКНШ) глава космических операций прямо подчиняется министру обороны. Пост главы космических операций, как и посты остальных членов ОКНШ – административный, без оперативного командования над космическими силами.

## Глава космических операций США (список)
| №  | Начальник штаба  | Фото | Начало полномочий    | Окончание полномочий |
| -- | ---------------- | ---- | -------------------- | -------------------- |
| 1. | Джон У. Реймонд  |      | 20 декабря 2019 года | 2 ноября 2022        |
| 1. | Б. Ченс Солтцман |      | 2 ноября 2022        | в должности          |